# The Heat
För andra betydelser, se Heat (olika betydelser).
The Heat är den amerikanska sångerskan Toni Braxtons tredje studioalbum, släppt i USA den 25 april år 2000 av LaFace Records. Albumet blev Braxtons comeback efter ett fyra år långt uppehåll till följd av privata omständigheter, däribland en personlig konkurs 1997 och en svår depression. Eftersom Braxton tidigare hade stämt skivbolagen LaFace och Arista och omförhandlat sitt skivkontrakt, hade hon större kreativ kontroll över musiken vid inspelningen av The Heat än tidigare. Hon har beskrivit albumet som sin "frigörelse" och lät inte sin mentor Kenneth "Babyface" Edmonds ha sista ordet i skapandet av albumet. Istället involverade hon sin nyblivna fästman Keri Lewis från musikgruppen Mint Condition som fick betydande inflytande. Resultatet innebar genomgripande förändringar i Braxtons sound och hon skrev själv majoriteten av texterna. Albumet omfattar snabbare R&B-kompositioner och ett uttalat mer samtida urbant sound med inslag av danspop, funk och jazz. Vid lanseringen av The Heat fortsatte Braxton att porträtteras som en sexsymbol och texterna hade liknande tema som på föregångaren Secrets (1996), med ämnen som kärlek, hjärtesorg, lust, erotik och sex.
Under premiärveckan gick The Heat in på andra, respektive första plats på de amerikanska albumlistorna Billboard 200 och Top R&B/Hip-Hop Albums med 199 000 sålda exemplar, vilket var hennes högsta Nielsen Soundscan-siffror dittills i karriären. Albumet gav Braxton ett dubbelt platinacertifikat av Recording Industry Association of America (RIAA) och såldes i över 2 miljoner exemplar i USA, fram till 2011. Internationellt hamnade The Heat på många topp-tio-listor, däribland i Skandinavien, Tyskland och Storbritannien. Framgångarna beskrevs som en triumf för Braxton som innan utgivningen hade haft motgångar och räknats bort av media. Albumet omskrevs som ett bevis på att Braxton var framgångsrik i sin egen rätt, även utan Edmonds. The Heat nominerades till flera priser, däribland en Grammy Award i kategorin Best Pop Album och vann i kategorin Best Female R&B Vocal Performance för albumspåret "He Wasn't Man Enough".
För att marknadsföra The Heat uppträdde Braxton bland annat under pausunderhållningen till Super Bowl XXXIV, på The Tonight Show With Jay Leno och under en utomhuskonsert på The Today Show. Albumets huvudsingel "He Wasn't Man Enough" blev en hit internationellt med topp-tio-placeringar på de flesta listor den gick in på. I USA blev låten Braxtons andra att toppa R&B-listan Hot R&B/Hip-Hop Songs. "Just Be a Man About It" gavs ut som andrasingel i USA och blev en topp-tio-hit på R&B-listan. Internationellt gavs istället "Spanish Guitar" ut som andrasingel som nådde topp-tio i flera europeiska länder. Remixversionen av "Maybe" gavs ut som albumets fjärde singel, men marknadsföringen för singeln stoppades efter att musikvideon bedömts vara oanständig och kontroversiell. The Heat har senare lyfts fram som ett av de bästa R&B-album från tidigt 2000-tal och albumet har nått kultstatus genom texternas tabubelagda anspelningar på sex och frigörelse.

## Bakgrund
År 1993 släppte Toni Braxton sitt självbetitlade debutalbum på Kenneth "Babyface" Edmonds skivbolag LaFace Records. Albumet gav henne status som en av de mest framgångsrika nykomlingarna under det tidiga 1990-talet. Albumet fick åttafaldigt platinacertifikat i USA och genererade en rad singelhits på både pop- och R&B-marknaden. Uppföljaren Secrets (1996) etablerade henne som internationell popikon med en försäljning på 15 miljoner album. Secrets genererade flera hits, däribland "Un-Break My Heart", som låg etta elva veckor i rad på den amerikanska singellistan och blev en av världens mest framgångsrika singlar.
År 1997 uppträdde Braxton för fulla hus under en världsturné tillsammans med saxofonisten Kenny G. Hennes två första studioalbum hade fram till dess sålt för 170 miljoner dollar. Braxton fick dock inte någon lön från LaFace och Arista, samtidigt som hon hade skulder på över 50 miljoner dollar. När skivbolagen till sist betalade fick hon mindre än 2000 dollar. Genom sina advokater stämde Braxton skivbolagen eftersom de enbart betalat en bråkdel av den royalty som andra mångmiljonsäljande artister tjänade. Enligt uppgift fick Braxton bara 33 cent per sålt album samtidigt som hon tvingades betala sina anställda, samt hotell- och resekostnader. LaFace och Arista lämnade i sin tur in en stämningsansökan mot Braxton som resulterade i en utdragen rättstvist. Några månader senare tvingades Braxton ansöka om personlig konkurs. vilket kom som en chock för många eftersom hon då var en av de absolut bäst säljande artisterna. Konkursen ledde till misstroende och ett mediedrev mot henne. I ett försök att mildra skadan gav hon en ökänd intervju i The Oprah Winfrey Show där Braxton tvingades redogöra för sin privatekonomi i direktsändning, vilket bara förvärrade situationen. Hennes egendom utmättes, däribland hennes piano och Grammy Award-priser.
Under 1998 pågick rättsliga förhandlingar och Braxton tog ett långt uppehåll från sin musikkarriär. Samtidigt spelade hon Belle i Broadway-pjäsen Skönheten och odjuret och blev därmed den första afroamerikanskan att få den rollen på Broadway. I självbiografin Un-Break My Heart från 2014, berättar Braxton att hon blev svårt deprimerad under året och övervägde självmord. Hon skriver: "Jag kunde försvinna in i pjäsen men så fort ridån gick ned släpade jag mig hem. Jag hade bara energi att krypa i säng." År 1999 slutade den rättsliga tvisten med en förlikning där Braxton blev kvar hos skivbolagen men fick högre royalties, en löneökning samt förlagsrättigheter till alla låtar hon varit med att skriva. När processen väl var klar blev Braxton och skivbolagschefen Antonio "L.A." Reid åter sams efter den turbulenta perioden. Braxtons nya skivkontrakt var enligt The Guardian värt 20 miljoner dollar.

## Inspelning och produktion

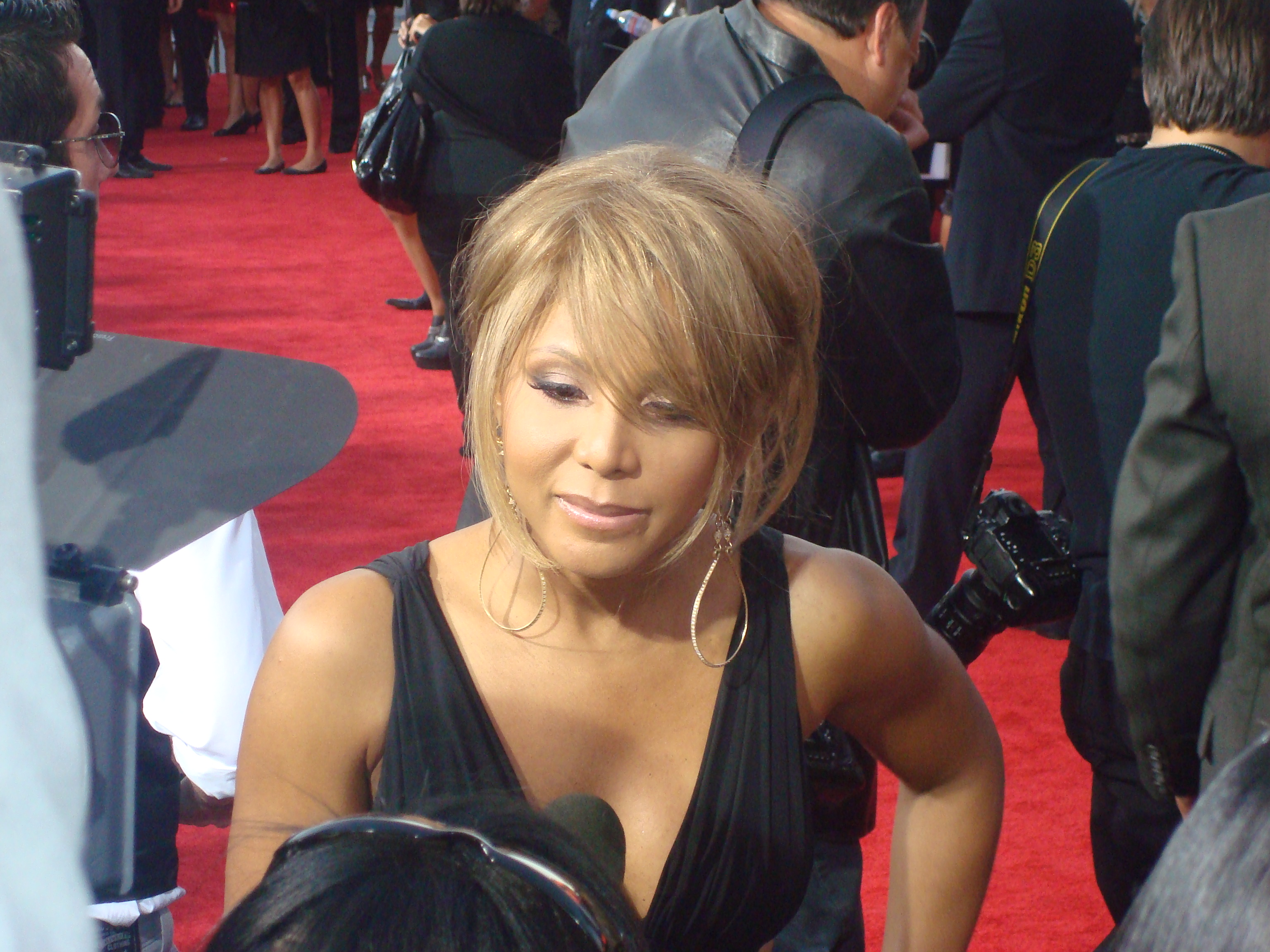
Braxton (på bilden) tog större kreativt ansvar än tidigare och skrev åtta av albumets tolv spår, varav hon producerade sex.

När den rättsliga dispyten var över började Braxton arbeta på sitt tredje studioalbum The Heat. I februari 2000 berättade Edmonds att Braxton jobbade i studion och höll på att avsluta sin anställning på Broadway för att helt fokusera på musiken. Han kommenterade: "Hon är vid gott mod. Hon har gjort Skönheten och odjuret i New York och sjungit varje kväll. Hennes röst är på topp så det ska bli kul att jobba med henne igen och se vart det leder". Efter att skrivit på ett nytt skivkontrakt hade Braxton större kreativ kontroll över The Heat än tidigare album. Bland annat frångick hon det nära samarbetet med Edmonds och beskrev The Heat som sin "frigörelse". I en intervju med BMI kommenterade hon detta: "Min vision för det här albumet var att ha mycket mer att säga till om. Babyface var en bra lärare under skapandet av mina första två album." Braxton avslutade: "Jag har börjat ta kontroll över mitt liv och jag är ansvarig för vad som händer med min karriär. [The Heat] visar den nya positiva riktningen i mitt liv."
Under skapande av The Heat tog Braxton även större roll i produktionen än tidigare, i ett försök att bevisa att hon var mer än bara sångare. Hon skrev låttexter, producerade och spelade piano. I en intervju sa hon: "Folk tror inte att jag klarar av allt det. Jag kan spela piano, jag har spelat i kyrkan sedan jag var 14 år." När albumet var klart hade Braxton skrivit åtta av tolv spår och producerat sex av dem. Hennes fästman Keri Lewis från gruppen Mint Condition hade en betydande roll i arbetet och samarbetade på en majoritet av låtarna. Braxton tog in ytterligare producenter för att bidra med material, däribland Johnta Austin, David Foster och Keith Crouch. Efter att ha hört Braxtons material ville Reid att hon även skulle spela in musik med Rodney "Darkchild" Jerkins. Jerkins var vid tidpunkten en nykomling i musikvärlden, men hade gjort flera stora hits åt artister som Destiny's Child, Joe och Mary J. Blige. För första gången på ett studioalbum samarbetade Braxton även med rappare, och Lisa Lopes från TLC och Dr. Dre bidrog med verser. Shep Crawford skulle också ha medverkat men skrivkramp hindrade honom att få in några låtar. Hans ballad "Stranger in My House" (2000) var ämnade för Braxton, men gavs en tid senare till den kanadensiska sångaren Tamia.

## Komposition och stil
I en intervju med The Los Angeles Times beskrev Braxton stilen på The Heat som en kombination av hennes två första album. Braxton ville dock förändra sitt sound och sin attityd. Soundet uppdaterades med snabbare kompositioner och en ungdomligare ljudbild, till skillnad från den vuxenpop som gjort henne känd på 1990-talet. Albumet fick även en mer urban känsla. Lewis beskrev albumet som Braxtons mest "unika". Han menade att det markerade starten på Braxtons utforskande av "sitt konstnärskap" eftersom hon började experimentera med snabbare tempo. Albumet innehöll även flera "klassiska Toni Braxton-ballader" som "Spanish Guitar" och "I'm Still Breathing". Antwane Folk, en skribent för webbplatsen Rated R&B, skrev att albumets sound uppvisade en drastisk förändring jämfört med Braxtons tidigare musikkatalog. Han sammanfattade att albumet omfattade "mogna ballader och flörtiga, sexiga midtempokompositioner" vilka "utgör grunden för hennes texter om lust, intuition och styrka".
Det nya soundet hördes redan på första spåret "He Wasn't Man Enough" som var ett samarbete med Rodney "Darkchild" Jerkins. I en intervju sa Jerkins: "Jag ville ge henne en ny, snabbare, mera flashig känsla". Låten är en syntig funkkomposition i upptempo med  kraftig basgång. "The Heat" har beskrivits som en "picknick i en tropisk sommarnatt" med ett lätt och jazzigt groove. "Spanish Guitar" har beskrivits som en "latinoballad" med inspiration från Braxtons egna "Un-Break My Heart". Rated R&B menar att Braxtons försök att skapa något mer tidsenligt för de urbana radiostationerna är som mest tydligt på albumets fjärde spår "Just Be a Man About It". Billboard beskrev låten som "electrofunk" med en "stormig atmosfär" och berömde Braxtons "sårade och korthuggna" sånginsats som kritikern beskrev som "trovärdig". MTV News beskrev "Gimmie Some" som en "glad midtempo-komposition" med "sommarkänsla". "I'm Still Breathing" är ytterligare en Diane Warren-ballad medan "Fairy Tale" är en akustisk komposition skapad av Edmonds. "Speaking in Tounges" har beskrivits som "sensuell" med varma harmonier. Det tionde spåret "Maybe" har beskrivits som en "utsökt sexig låt" där Braxton istället för att sjunga, snabbt mumlar fram låttexten. "The Art of Love" är en nästan helt instrumentell komposition som karaktäriseras av viskningar och flämtningar. Låten har jämförts med Janet Jacksons "Anytime, Anyplace". En tidig version av låten var påtänkt till Mint Condition men efter att Braxton involverat Lewis i skapandet av The Heat gavs låten till Braxton istället. Lewis kommenterade låten:
| ” | Jag tycker att den passar bra på albumet. Om man blickar bakåt så finns det många bra album som även har fantastisk instrumentalmusik eller låtar som är nära nog instrumentala. Men för att det ska bli bra krävs att låten håller hög nivå för att platsa på ett album med så många bra låtar. | „ |

## Teman och textanalys
"[På albumet finns två] officiella 'göra barn till Toni Braxton'-låtar. Jag vet inte hur ofta folk har berättat för mig att de blev föräldrar till en av mina skivor, så den här gången gjorde jag ett medvetet försök att skapa ett par låtar med det i åtanke."
Texterna på The Heat handlar mycket om kärlek och relationer. Några spår har även ett erotiskt tema och avhandlar sex och lust. Braxton kommenterade detta: "Men vad jag verkligen försökte göra på det här albumet var att musikaliskt vara talesperson för kvinnor – som TV-kanalen Lifetime. Jag försökte finns där för kvinnor. Romantiska, sexiga, starka kvinnolåtar.". "He Wasn't Man Enough" skrevs av Jerkins tillsammans med hans bror Fred Jerkins III, Harvey Mason, Jr, och LaShawn Daniels. Låtskrivarna inspirerades av ett avsnitt av The Jerry Springer Show. Låten beskrevs som "eldig" och "konfrontativ" och texten ifrågasätter en kvinna som är skadeglad över att ha blivit tillsammans med en annan kvinnas ex. Albumets andra spår är "The Heat" som Braxton skrev tillsammans med Lewis. Texten handlar om lust och önskan att nakenbada tillsammans med sin partner. Braxtons sång beskrevs som "glödande med passion och sensualitet". I en intervju kommenterade Lewis: "Jag tycker att vi gjorde ett bra jobb med att ge uttryck för känslan att vara utomhus och nakenbada. Den är definitivt passande för sommaren". "Spanish Guitar" skrevs av Diane Warren och texten är en inbjudan till en potentiell manlig älskare att "hålla henne i hans armar hela natten" på samma vis som han håller sin spanska gitarr. Billboard beskrev låten som "mättad av förtätad tjuskraft". "Just Be a Man About It" beskriver ett uppbrott där Braxtons partner ringer via betaltelefon och meddelar att han vill göra slut, varpå hon ifrågasätter hans manlighet. Den amerikanska rapparen Dr. Dre står för det manliga perspektivet. Låten beskrevs som uppföljare till hennes "Love Affair" (1993) där Braxton, enligt Rated R&B var "förlåtande" till skillnad från "Just Be a Man About It", där hon istället "fått nog".
"Gimmie Some" gästas av den amerikanska rapparen Lisa Lopes och var en av två kompositioner som Edmonds skrev till albumet. Ytterligare låttext skapades av Jezze Pha och Braxton. I texten syftar Braxton indirekt på att hon vill att partnern ska ge henne oralsex, och sjunger: "It is an age-old story/ Goes back to Adam and to Eve/ I know you know what I want for". "I'm Still Breathing" beskriver hur man samlar kraft efter att ha sörjt en avslutad romans. Rated R&B jämförde den med Braxtons "Breathe Again" (1993) och konstaterade att den handlar om hur man inte kan överleva en tillvaro utan sin partner, medan "I'm Still Breathing" är en bekräftelse på att hon kan just det. I "Fairy Tale" sjunger Braxton om att det är bättre att vara vän med en potentiell partner än att vara i ett romantiskt förhållande. I "Speaking in Tongues" vävs andlighet samman med passion och erotik. Braxton växte upp i ett strikt religiöst hem och texten är skriven på ett sätt som lämnar den öppen för tolkning. Flertydigheten jämfördes med den på "You're Makin' Me High" (1996). "Maybe" beskriver en dejt och ambivalensen kring om hon vill ha sex med mannen eller inte. Braxton sjunger: "Should I just give him some? Maybe?/ Is this the night for fun? Maybe?". I "Never Just for a Ring" ifrågasätter Braxton sin partners otrohet och i bryggan sjunger hon: "Why? when? where? how? who? what?/ Made you go off and do this crazy thing?".

## Skivomslag
År 2000 gavs The Heat ut som CD-album och dubbelt vinylalbum. Jobbet som fotograf till skivomslaget gick till Daniela Federici, som utöver att ha tagit bilderna till Braxtons debutalbum 1993 och för "I Don't Want To" 1997, också tagit bilder för skivomslag till artister som Celine Dion och Mariah Carey.
Omslaget går genomgående i varma bruna och röda toner. På framsidan är Braxton placerad på skivomslagets vänstra kant. Hon står i profil och tittar in i kameran utan att le, med kroppen vänd åt vänster. Stora delar av underkroppen är i oskärpa och fokus ligger på ansiktet. Hon är klädd i en ljust metallicglänsande kort kjol som påminner om ett höftskynke, med slits ända upp till midjan. Överdelen är också metallicglänsande, men mörkare och består främst av ett veckat tyg över bysten, med tunna band om hals och rygg. Runt halsen har hon ett brett halssmycket, som en choker. Enda texten på omslaget, som är formgivet av Jeffrey Schulz, är hennes namn och albumtiteln skrivna i versala seriffer. På baskidan står Braxton frontalt vänd mot kameran, denna gång helt i skärpa, iklädd samma kläder som på framsidan och placerad i mitten av bilden. Hon står i en kontrapost med vänsterhanden på magen, med blicken riktad ned åt bildens vänstra kant. Till höger i bild löper låtlistan i vitt mot en mörkare brun bakgrundsplatta.

## Lansering och marknadsföring

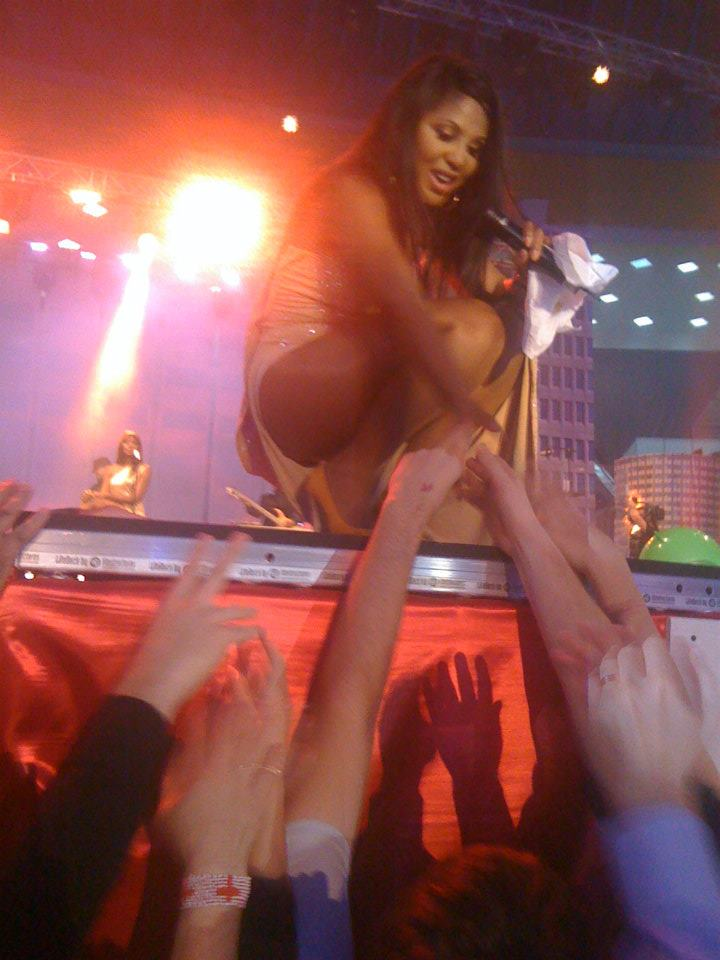
Braxton (på bilden) framför "He Wasn't Man Enough" i Rumänien, 2011.

Reid meddelade först att The Heat skulle släppas i maj 1999 men först i januari 2000 meddelade Braxton att albumet skulle släppas i mars samma år, samt att en huvudsingel skulle släppas inom "2 till 3 veckor". I februari meddelade Billboard att albumet skulle släppas 25 april 2000 i Nordamerika. Albumet blev det nya millenniets första större albumutgivning av en kvinnlig musiker i genren R&B och betraktades som Braxtons comeback efter ett uppehåll på fyra år. Tillsammans med den nya musikaliska stilen befästa Braxton också sin status som sexsymbol med en lättklädd och vågad stil under lanseringen av albumet. Ett fotografi till omslaget av Vibe Magazine där Braxton poserade naken mötte kritik i USA, trots att hon vare sig visade kön eller bröst. Fotografiet var taget av Daniela Federici, det vill säga samma fotograf som tog bilderna till skivomslaget.
Inför albumsläppet var Braxton ute på en pressturné och besökte amerikanska radiostationer. Lanseringen startade officiellt i och med Braxtons uppträdande under pausunderhållningen till Super Bowl XXXIV. Uppträdandet hedrade Walt Disney och Braxton framförde "We Go On" tillsammans med Christina Augilera och Enrique Iglesias. På utgivningsdagen av albumet gav hon en intervju och gjorde ett liveframträdande på The Tonight Show With Jay Leno. Den 28 april uppträdde hon i programmet Top of the Pops. Den 6 maj uppträdde hon på 20-årsjubileet av den afroamerikanska TV-kanalen BET med Jamie Foxx som värd. Den 11 augusti 2000 uppträdde hon på den årliga utomhuskonserten anordnad av The Today Show, där hon framförde "He Wasn't Man Enough" och "Un-Break My Heart".

### Singlar
Flera låtar från The Heat betraktades som potentiella singlar av LaFace och Arista. Både "The Heat" och "Speaking in Tounges" var vid olika tidpunkter planerade att ges ut som singlar och flera remixversioner av den förstnämnda låten skapades av Lewis. "He Wasn't Man Enough" gavs ut som albumets huvudsingel och fick god kritik i Billboard. Låten blev en internationell hit och nådde topp-tio på flera av listorna den gick in på. I USA nådde den andraplatsen på Billboard Hot 100 och blev hennes andra singel i karriären att nå förstaplatsen på R&B-listan Hot R&B/Hip-Hop Songs. Den toppade även Canadian Singles Chart och nådde topp-tio i Australien, Nya Zeeland, Nederländerna, Sverige, Schweiz och Storbritannien. Låtens framgångar sågs som ett tecken på Braxtons förmåga att lyckas utan Edmonds. Albumets andra singelsläpp i Nordamerika var "Just Be a Man About It" som nådde topp-fyrtio på Hot 100-listan och topp-tio på R&B-listan.
I Europa och övriga världen släpptes "Spanish Guitar" som albumets andra singel. I USA gav LaFace aldrig ut den som en singel då marknadsföringen skulle krocka med kampanjen för "Just Be a Man About It". Låten hade varierande framgång på topplistorna. Den blev en hit i Polen, Kroatien, Rumänien och Brasilien och nådde topp-fyrtio placeringar i Belgien, Nederländerna, Schweiz och Österrike. Remixversionen av "Maybe" gavs ut som albumets fjärde och sista singel år 2001. Marknadsföringen för låten stoppades då musikvideon ansågs vara för oanständig för att kunna ges ut. I videon strippar Braxton för en man som tjuvtittar från en lägenhet mittemot.

### Försäljning
The Heat gick in på andraplatsen på amerikanska albumlistan Billboard 200 med en försäljning på 199 000 exemplar – förstaplatsen blockerades av 'N Syncs No Strings Attached som sålde i 248 000 exemplar. Siffrorna var Braxtons dittills bästa under en premiärvecka. På förgreningslistan Top R&B/Hip-Hop Albums gick albumet in på förstaplatsen och blev därmed hennes tredje studioalbum att toppa listan. Framgångarna med The Heat blev en triumf för Braxton som hade som räknats bort av media. Under tredje veckan på Billboard 200 föll albumet till plats sju med 101 000 sålda exemplar. Den 24 maj 2000 fick albumet platinacertifiering av Recording Industry Association of America (RIAA) och blev därmed Braxtons snabbast säljande studioalbum. Albumet fick tvåfaldig platinacertifiering i oktober samma år. Fram till 2011 hade albumet sålts i 2 093 000 exemplar i USA.
I Kanada intog albumet förstaplatsen på Canadian Albums Chart och nådde tredjeplatsen på Storbritanniens UK Albums Chart. där den låg kvar i nitton veckor. Albumet nådde topp-tio i många Europeiska länder, däribland Belgien, Frankrike, Tyskland, Nederländerna, Norge, Sverige, Schweiz och Österrike. Fram till 2002 hade albumet sålts i fyra miljoner exemplar internationellt och rankades som hennes tredje bäst säljande studioalbum efter Toni Braxton (1993) och Secrets (1996).

## Mottagande och eftermäle

### Recensioner
The Heat mottogs ganska väl av musikkritikerna. På webbplatsen Album of the Year fick den ett medelbetyg på 73 av 100, baserat på fyra recensioner vilket indikerar "generellt positiv kritik". Stephen Thomas Erlewine från Allmusic var positiv till The Heat men konstaterade att det fanns några "tråkiga stunder" mot slutet av albumet. Han skrev: "Som tur är kan man inte ana att det var så mycket drama 'bakom kulisserna' på The Heat - den är självsäker och sexig och förstärker Braxtons status som en av de bästa samtida soulsångarna". Han lyfte fram "He Wasn't Man Enough", "Spanish Guitar" och "Just Be a Man About It" som albumets bästa spår. Michael Paoletta från Billboard Magazine var positiv i sin recension av albumet och kommenterade: "Med igenkännbar sångstil svävar Braxton inte långt iväg från formeln av ballader och midtempo-kompositioner som gjorde henne känd under 1990-talet. Men det är en mer frigjord Braxton som verkligen skiner på låtar som 'Gimmie Some' och Rodney Jerkins-producerade topp-tio singeln 'He Wasn't Man Enough'." Jim Farber från Entertainment Weekly gav albumet ett bra betyg och skrev: "På den sensuella sångerskans tredje studioalbum krossas hjärtan lika lätt och ofta som ägg. De (männen) ljuger, lämnar, förhalar eller säger i bästa fall till Braxton att de inte förtjänar henne." Farber ansåg att låtarnas allvarliga teman fick henne att särskilja sig från övriga "divor" som mest skönmålar kärleken i sina låtar. Han avslutade med att beskriva albumet som "smakfullt". People Magazine gav mindre positiv kritik och ansåg att låtarna inte levde upp till samma nivå som "Breathe Again" (1993) eller "Love Shoulda Brought You Home" (1991). Skribenten lovordade Braxtons altstämma som beskrivs som "resonant, beslöjad och fyllig". Plugged In gav ett blandat omdöme och ansåg att Braxton var på väg att "explodera av erotisk undertryckt intensitet" och ansåg, som referens till albumtiteln, att det skulle varit bättre att "skruva ner" hettan. Colin Ross från PopMatters ansåg att flera av låtarna på albumet var "smöriga" och "onödigt dramatiska". Ross menade att kompositionerna där Braxton var låtskrivare var albumets bästa och att de gav ett första prov på hennes "konstnärliga individualitet". Han avslutar recensionen:
| ” | Trots att majoriteten av The Heat verkar vara sammansatt efter samma formel innehåller det stunder av kvalitet. Eftersom hon tagit en större roll i skrivandet och producerandet börjar Tonis material formas utifrån hennes egen röst istället för den senaste producentens sound. Som resultat börjar vi skönja en individ istället för en produkt som riskerar att försvinna i den överbelamrade mängden av oskiljbara R&B-vokalister. | „ |

Barry Walters från Rolling Stone gav albumet tre av fem stjärnor. Walters kommenterade: "Grandiosa R&B-divor tar sällan risker, balladsångare som Toni Braxton föredrar välkända manus, färdigbyggda kulisser och likartat framgångsrika medskådespelare. För den sakens skull betyder det inte att de inte levererar". Walters menade att Braxton strålade av "sensualism" och "romantik", även på låtar där hon krävde att hennes partners skulle "skärpa sig". The Rolling Stone Album Guide gav albumet 2 av 5 stjärnor. Recensenten ansåg att "He Wasn't Man Enough" höjde temperaturen medan resten av albumet mest var "hot air", det vill säga något som görs för att låta imponerande men egentligen inte betyder någonting. David Segal från The Washington Post var positiv i recensionen av The Heat och beskrev albumet som "brännhett" även om han ansåg att Braxton undvek att ta risker. Segal skrev: The Heat är i högsta grad en LaFace-produkt– finslipat och fyllt med sparsmakade midtempo-arrangemang om kärlek och självförverkligande. Den hänförande Ms. Braxton har sedan länge besuttit alla delar av det totala R&B-paketet, inte minst den rika och känsloväckande sångrösten som förmedlar bottenlös dyrkan och avskräckande indignation med likartad övertygelse." Segal uppmärksammade Braxtons rättsliga dispyt med skivbolaget och avslutade: "Ute på andra sidan låter hon något mera världsvan även om rättsliga processer och tid borta från inspelningsstudion inte har förändrat henne så mycket. Eller så tycker kanske LaFace att det första albumet på fyra år inte är rätt tidpunkt att ändra i ett vinnande recept."

### Priser och nomineringar
Vid American Music Awards år 2000 vann Braxton mot Whitney Houston och Kelly Price i kategorierna Favorite Soul/R&B Female Artist och Favorite Soul/R&B Album. Vid Billboard Music Awards vann hon i kategorin Female R&B/Hip-Hop Artist of the Year. Vid den 43:e upplagan av Grammy Awards nominerades Braxton i tre kategorier. Hon vann i kategorin Best Female R&B Vocal Performance. Braxton uppmärksammades på röda mattan då hon bar en vit, sidolös sammetsklänning av modedesignern Richard Tyler. Klänningen hölls ihop i sidorna av bara ett smalt band och visade mycket hud. Klänningen fick både kritik och beröm. The Washington Post skrev: "Det är inte ovanligt att Braxton väljer att vara halvnaken" och jämförde klänningen med den ökända Versace-klänningen Jennifer Lopez bar  året innan och skrev: "Vad som skiljer de båda åt är att Braxton ofta gör okloka klädval." Klänningen förekom senare på listor över de mest uppmärksammade klädvalen på röda-mattan någonsin.
| År   | Ceremoni                | Kategori                              | Mottagare              | Resultat  |
| ---- | ----------------------- | ------------------------------------- | ---------------------- | --------- |
| 2001 | American Music Awards   | Favorite Soul/R&B Female Artist       | Henne själv            | Vann      |
| 2001 | American Music Awards   | Favorite Soul/R&B Album               | The Heat               | Vann      |
| 2001 | Billboard Music Awards  | Female R&B/Hip-Hop Artist of the Year | Henne själv            | Vann      |
| 2001 | Grammy Awards           | Best Female R&B Vocal Performance     | "He Wasn't Man Enough" | Vann      |
| 2001 | Grammy Awards           | Best R&B Song                         | "He Wasn't Man Enough" | Nominerad |
| 2001 | Grammy Awards           | Best R&B Album                        | The Heat               | Nominerad |
| 2001 | MTV Video Music Awards  | Best Female Video                     | "He Wasn't Man Enough" | Nominerad |
| 2001 | MTV Video Music Awards  | Best Female R&B Video                 | "He Wasn't Man Enough" | Nominerad |
| 2001 | NAACP Image Awards      | Outstanding Female Artist             | Henne själv            | Nominerad |
| 2000 | Soul Train Music Awards | Best R&B Album of the Year, Female    | The Heat               | Nominerad |

### Senare erkännande
I efterhand har The Heat fått bättre erkännande från flera kritiker. Albumet har beskrivits som en nystart för Braxton, där hon uppvisar högre självkänsla, har ett fräschare sound och tog ett större ansvar för sin karriär. På grund av den sexuella tematiken har albumet och framförallt "Speaking In Tounges" nått kultstatus. Billboard rankade flera låtar från albumet på deras lista över Braxtons tjugofem bästa låtar i karriären, däribland "He Wasn't Man Enough" på andraplatsen efter "Let It Flow" (1995), "Just Be a Man About It" på tolfteplatsen samt "The Heat" på plats tjugotvå.
Edward Bowser från webbplatsen Soul In Stereo skrev att Braxton i början av 2000-talet var mer känd för sin dåliga ekonomi än för sin musik. Han fortsatte: "På sitt tredje studioalbum bevisade Toni att bra musik alltid tystar ryktesspridning. Hon återvände med ett urbanare sound (tack vare hitmakare som Jazze Pha och Rodney Jerkins) och Toni lät fräsch, föryngrad och bevisade att hon är en av R&B:n mest framstående röster." Bowser lyfte fram spåren "Spanish Guitar", "Just Be a Man About It" och "The Heat" som de bästa. Matthew Hocter från webbplatsen Albumism.com recenserade albumet i mars år 2021. Hocter ansåg att albumet var en fortsättning på hennes tidigare sofistikerade utgivningar. Han konstaterade: "Hon känner sin röst och försöker aldrig för mycket, istället simmar hon bland de vackra bärnstensfärgade tonerna från sin beslöjade och lena stämma. Albumet, precis som artisten, har bara blivit bättre med tiden." Hocter avslutar: "Medan albumet tog en ny musikalisk vändning blev Braxtons hjärta fortfarande krossat lika lätt och på något konstigt sätt är vi alla tacksamma. Det är genom Braxtons hjärtesorg som vi alla läker, nästan som om hon säger 'Det är okej, jag har också varit där'."
I april 2021 skrev Antwane Folk från Rated R&B om albumet. Han ansåg att Braxton lyckats "återuppfinna" sig själv med albumet trots att hon då hade oddsen emot sig. Folk sammanfattade: "The Heat, Tonis storslagna frigörelse, var bevis på att hon kunde leverera många idéer och sätt att uttrycka heta romanser, samtidigt som hon moderniserade sig själv i en värld av morgondagens R&B-kultur". Vid tjugoårsjubileet av albumets utgivning omskrevs det av webbplatsen TGJ albumet. Musikjournalisten påpekade att Braxton stod inför en stor utmaning inför inspelningen av albumet då hennes image var skadad efter den personliga konkursen. Skribenten sammanfattar: "Tjugo år senare är The Heat det yttersta beviset på Tonis konstnärliga mångsidighet och förmåga att bild- och ljudmässigt följa med i tiden, och samtidigt vara sann mot sig själv. Något hon upprepade gånger bevisat genom karriären."

## Låtlista
| 1.           | "He Wasn't Man Enough"              | Rodney "Darkchild" Jerkins, Fred Jerkins III, LaShawn Daniels, Harvey Mason Jr.             | Darkchild, LaShawn Daniels                                   | 4:21  |
| 2.           | "The Heat"                          | Toni Braxton, Keri Lewis                                                                    | Toni Braxton, Keri Lewis                                     | 3:30  |
| 3.           | "Spanish Guitar"                    | Diane Warren                                                                                | David Foster                                                 | 4:47  |
| 4.           | "Just Be a Man About It"            | Toni Braxton, Johnta Austin, Teddy Bishop, Bryan-Michael Cox                                | Toni Braxton, Johnta Austin, Teddy Bishop, Bryan-Michael Cox | 4:50  |
| 5.           | "Gimme Some" (featuring Lisa Lopes) | Toni Braxton, Lisa Lopes, Kenneth "Babyface" Edmonds, Jazze Pha                             | Toni Braxton, Babyface, Jazze Pha                            | 4:03  |
| 6.           | "I'm Still Breathing"               | Diane Warren                                                                                | David Foster                                                 | 4:15  |
| 7.           | "Fairy Tale"                        | Kenneth Edmonds, Tommy Sims, Marc Harris                                                    | Babyface                                                     | 4:22  |
| 8.           | "The Art of Love"                   | Toni Braxton, Keri Lewis                                                                    | Toni Braxton, Keri Lewis                                     | 3:47  |
| 9.           | "Speaking in Tongues"               | Toni Braxton, Keri Lewis                                                                    | Toni Braxton, Keri Lewis                                     | 3:46  |
| 10.          | "Maybe"                             | Toni Braxton, Keith Crouch, Samuel Gause, Mechalie Jamison, John Smith                      | Toni Braxton, Keith Crouch                                   | 3:08  |
| 11.          | "You've Been Wrong"                 | Toni Braxton, Brian Casey, Brandon Casey, Teddy Bishop, Kevin Hicks, Thom Bell, Linda Creed | Teddy Bishop, Kevin Hicks                                    | 3:45  |
| 12.          | "Never Just for a Ring"             | Daryl Simmons, Toni Braxton, Shawn Allen, Keitha Shepard, Kirstin Hall, Heather Perkins     | Daryl Simmons                                                | 4:01  |
| Total längd: | Total längd:                        | Total längd:                                                                                | Total längd:                                                 | 48:31 |